# Ранчерия
Ранчерия — небольшое сельское поселение, распространённое преимущественно в странах Северной и Южной Америки, где данный испанский термин применяется к индейским деревням.

## История
Наиболее широкое распространение этот термин приобрёл в американском штате Калифорния — приблизительно половина местных индейских резерваций здесь именуются ранчериями. Большинство ранчерий было создано в период с 1906 по 1934 год федеральным правительством Соединённых Штатов. Небольшой участок земли отводился вокруг индейского поселения для создания ранчерии. Некоторые ранчерии возникли из общин индейцев, образовавшихся на окраинах американских городов, подобно индейским колониям в штате Невада. 
В середине 1950-х годов был принят закон, согласно которому, был прекращён федеральный надзор и контроль над индейскими племенами Калифорнии. В результате этого, около 40 ранчерий потеряли право на определённые федеральные программы, и их земли больше не имели федерального статуса индейской резервации. В 1983 году судебный процесс привёл к восстановлению федерального признания 17 ранчерий, другие также добиваются отмены закона о прекращении своего федерального статуса.